# 부여 김영강 가옥
부여 김영강 가옥은 충청남도 부여군 부여읍에 있다. 2014년 2월 5일 부여군의 향토문화유산 제124호로 지정되었다.